# 盤州市
盤州市（ばんしゅう-し）は中華人民共和国貴州省六盤水市に位置する県級市。

## 歴史
1909年（宣統元年）に盤州庁が設置される。1914年に盤県に改編される。2017年4月、県級市に昇格し盤州市と改編され現在に至る。

## 行政区画
下部に6街道、14鎮、7民族郷を管轄する。
- 街道
  - 亦資街道、翰林街道、両河街道、紅果街道、勝境街道、劉官街道
- 鎮
  - 民主鎮、大山鎮、保田鎮、石橋鎮、響水鎮、柏果鎮、新民鎮、盤関鎮、竹海鎮、英武鎮、鶏場坪鎮、双鳳鎮、丹霞鎮、烏蒙鎮
- 民族郷
  - 普田回族郷、坪地イ族郷、淤泥イ族郷、普古イ族ミャオ族郷、旧営ペー族イ族ミャオ族郷、羊場プイ族ペー族ミャオ族郷、保基ミャオ族イ族郷

## 交通

### 鉄道
- 中国鉄路総公司

- 滬昆旅客専用線

（昆明方面）- 盤州駅 - 普安県駅 -（貴陽方面）
- 水紅線

（六盤水方面）- 柏果駅 - 月亮田駅 - 盤関駅 - 平田駅 - 花家荘駅 - 沙沱駅 - 紅果駅
- 盤西線

（沾益方面）- 平関駅 - 火舗駅 - 紅果駅
- 威紅線

紅果駅 - 上西舗駅 - 魯番駅 - 威箐駅 - 小雨谷駅 - 瓦窯田駅 -（威舎方面）

### 道路
- 高速道路

- 滬昆高速道路
- S77 威板高速道路

- 国道

- G320国道